# Vetřelec vs. Predátor (film)
Vetřelec vs. Predátor (anglicky Alien vs. Predator, zkráceně AVP) je koprodukční sci-fi film Spojených států, Spojeného království, Česka, Kanady a Německa, který v roce 2004 natočil režisér Paul W. S. Anderson jako první díl filmové série Vetřelec vs. Predátor, která spojuje dosavadní série filmů Vetřelec a Predátor.
I přes nevalnou kritiku film při nákladech 60 milionů $ vydělal neočekávaných 172 milionů dolarů. Film byl v kinech v Česku promítán od 4. listopadu 2004. Na DVD následně vyšel v březnu 2005 v distribuci společnosti Bontonfilm s nesestříhanou verzí o délce 109 minut.

## Obsazení
| Sanaa Lathan         | Alexa Woodsová - průvodkyně expedice                                                                                     |
| Lance Henriksen      | Charles Bishop Weyland - vedoucí expedice                                                                                |
| Raoul Bova           | Sebastian De Rosa - archeolog                                                                                            |
| Ewen Bremner         | Graeme Mille - člen výzkumného týmu                                                                                      |
| Colin Salmon         | Maxwell Stafford - člen výzkumného týmu, asistent Charlese Weylanda                                                      |
| Tommy Flanagan       | Mark Verheiden - žoldák                                                                                                  |
| Joseph Rye           | Joe Connors - člen výzkumného týmu                                                                                       |
| Agathe De La Boulaye | Adele Rousseauová - žoldák                                                                                               |
| Carsten Norgaard     | Rustin Quinn - žoldák |
| Sam Troughton        | Thomas Parkes - člen výzkumného týmu                                                                                     |
| Ian Whyte            | Predátor - vůdce trojice predátorů plnící zkoušku, v titulcích uveden jako "Scar"                                        |
| Tom Woodruff mladší  | Vetřelec - častěji se objevující na scéně, který utrpěl poranění od kovové sítě, v titulcích jako "Grid" (česky: Mřížka) |

Dále ve filmu hrají například Petr Jákl (Stone), Pavel Bezděk (Bass) nebo Jan Filipenský (Boris).

## Příběh
V roce 2004 zaznamenají družice společnosti Weyland Industries (později Weyland-Yutani) náhlý výkyv teploty pod ledovcem na Bouvetově ostrově. Miliardář Charles Bishop Weyland (Lance Henriksen) a vlastník společnosti dává dohromady tým vědců, kteří mají prozkoumat oblast a zjistit zdroj tepla vycházejícího z vnitra ledovce. Dle snímků z termovize družic se experti shodují, že pod silnou vrstvou ledu je záhadná pyramida s prvky egyptské, mayské i incké civilizace.
Tým složený z paleontologa, archeologa, jazykového experta, odborníků na hlubinné vrty, žoldáků a průvodkyně Alexy Woodsové (Sanaa Lathan) se vydává na místo, kde nachází opuštěnou velrybářskou kolonii. Ještě před jejich příjezdem se však dostává na oběžnou dráhu Země kosmická loď Predátorů, která pomocí své technologie vypálí hluboký tunel k pyramidě.
Tým se vydává tunelem k pyramidě v domnění, že je předběhl jiný výzkumný tým. V podivuhodné stavbě nachází potvrzení, že jde o spojení více starověkých kultur. Díky zvýšení teploty v pyramidě se probudila Královna vetřelců uvězněná za účelem kladení vajec. Několik členů expedice je napadeno facehuggry a záhy se celý objekt hemží vetřelci. Do podzemí přichází i posádka mladých Predátorů, kteří zde skládají zkoušku lovců. Boj začíná...
Zbytek lidské expedice se později dozvídá, že pyramida slouží Predátorům pro zaškolení lovců. Z tohoto důvodu jim po tisíciletí lidé sloužili jako schránky pro nové vetřelce, se kterými se pak mladí lovci utkali v pyramidě, která každých 10 minut mění složení vnitřních místností. Situace je nyní okořeněna faktem, že lidé sebrali zbraně, které si měli predátoři vyzvednout pro boj s Vetřelci.

## Zajímavosti
- Společnost Weyland Industries je předchůdcem korporace Weyland-Yutani, která v sérii filmů Vetřelec neustále usiluje o zachování nebezpečných nestvůr.
- Charles Bishop Weyland se vlastně stal předlohou k výrobě androida Bishopa figurujícího ve filmech Vetřelci a Vetřelec 3.
- Paul W. S. Anderson se ve scénáři chtěl úmyslně vyhnout situaci, kdy by se Vetřelci dostali na povrch světa mezi lidi, protože by tím narušil souvislost v dějové linii, kde ve filmu Vetřelec je Ellen Ripleyová zaskočena objevením nové rasy.[8]
- Ve filmu se vlastně potvrzuje teorie Ericha von Dänikena, že lidé stavěli pyramidy pro mimozemské bytosti přicházející z vesmíru, které uznávali jako své bohy.[9]